# Belgium Open
Belgium Open — пригласительный снукерный турнир, который проходит в Бельгии.
В турнире могут играть как профессионалы, так и любители. В 2008 году в нём приняли участие 96 снукеристов, из которых 26 были из мэйн-тура (в частности, 8 из Топ-16). Все игроки были разделены на 24 группы. Чемпионом Belgium Open, который проводился пока только один раз, стал Рики Уолден.

## Победители
| Место проведения | Год  | Победитель  | Финалист  | Счёт | Приз победителю |
| ---------------- | ---- | ----------- | --------- | ---- | --------------- |
| Дюффель          | 2008 | Рики Уолден | Грэм Дотт | 4:1  | € 5 000         |